# Tinningstedt
Tinningstedt (północnofryz. Taningstää, duń. Tinningsted) – gmina w Niemczech w kraju związkowym Szlezwik-Holsztyn, w powiecie Nordfriesland, wchodzi w skład Związku Gmin Südtondern.